# Jidoka
L'autonomation ou jidoka (自働化, じどうか, jidouka) est un des deux piliers du système de production de Toyota, avec le juste-à-temps. L'idée originelle du jidoka est d'améliorer la qualité du produit en détectant les défauts dans le processus de fabrication. Il s'agit donc d'arrêter la production plutôt que de risquer produire de mauvaises pièces. C'est une méthode beaucoup plus efficace et moins coûteuse que le contrôle et la correction a posteriori en fin de chaîne.
Avec l'introduction du juste-à-temps, le sens du jidoka a évolué vers la « séparation des hommes et des machines », ce qui a mené à la mise au point d'automatisme déchargeant l'opérateur humain de la surveillance continue des machines. Cette autonomie par l'automatisation des contrôles au sein de la machine est à l'origine du néologisme « autonomation ».

## Détecter les défauts au plus tôt
Le principe est de détecter au plus tôt les défauts afin de ne les laisser se propager dans la chaîne de production, car plus un défaut est constaté tard, plus il est coûteux à corriger (coût de non-qualité). Cette approche est aussi rendue nécessaire par la réduction des stocks induite par le juste-à-temps. En effet, avec peu de stock, on ne peut pas se permettre en plus d'avoir des pièces défectueuses. Un dispositif classique participant au jidoka est l'andon. 

## Éliminer la non-qualité à la source
Au-delà de la correction du défaut, le jidoka offre aussi l'occasion d'en éliminer la cause première là où elle survient afin d'éviter qu'il ne se reproduise.